# Біполярна система координат

Біполярна система координат

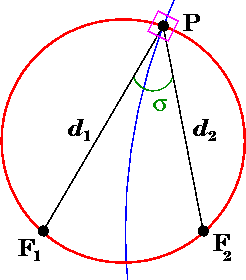
Геометричний смисл біполярних координат. Кут σ утворений двома фокусами і точкою P, тоді як τ — логарифм відношення відстаней до фокусів. Відповідні кола сталих σ й τ показано червоним і синім, відповідно, вони перетинаються під прямими кутами (фіолетовий прямокутник).

Біполярна система координат — ортогональна система координат на площині на основі кіл Аполлонія. Криві, що відповідають сталим значенням змінних  σ і τ перетинаються під прямими кутами. 
Координати задаються двома фокусами F1  та F2, зазвичай у точках (−a, 0) та (a, 0), відповідно, на осі  іксів декартової системи координат.

## Означення
Зазвичай біполярні координати  (σ, τ) визначають як:
{\displaystyle x=a\ {\frac {\sinh \tau }{\cosh \tau -\cos \sigma }}}
{\displaystyle y=a\ {\frac {\sin \sigma }{\cosh \tau -\cos \sigma }}}
де  σ-координата точки P дорівнює куту  {\displaystyle \angle } F1 P F2, а τ-координата дорівнює натуральному логарифмові відношення відстаней d1 та d2 до фокусів
{\displaystyle \tau =\ln {\frac {d_{1}}{d_{2}}}}
( F1 та F2 розташовані в точках (−a, 0) і (a, 0), відповідно.)  σ  набирає значень від  -π/2 до π/2, а τ — від {\displaystyle -\infty } до {\displaystyle \infty }.  Можна записати,
{\displaystyle x+iy=ai\cot \left({\frac {\sigma +i\tau }{2}}\right)}

## Криві сталихσтаτ
Криві сталих σ відповідають неконцентричним  колам
{\displaystyle x^{2}+\left(y-a\cot \sigma \right)^{2}={\frac {a^{2}}{\sin ^{2}\sigma }}}
що перетинаються в двох фокусах.  Центри кіл сталих σ лежать на осі ігреків.  Позитивні  σ дають кола з центрами над віссю  x, а негативні — нижче ві неї. Зі зростанням значення |σ| , радіус кола зменшується, а його центр наближається до  початку координат (0, 0), досягаючи його при  |σ| = π/2, що є максимальним значенням змінної.
Криві сталих {\displaystyle \tau } — кола різного радіусу, що не перетинаються між собою.
{\displaystyle y^{2}+\left(x-a\coth \tau \right)^{2}={\frac {a^{2}}{\sinh ^{2}\tau }}.}
Вони оточують фокуси, та не є концентричними. Центри кіл сталих τ лежать на осі іксів.  Кола з дотатними  τ лежать праворуч осі ігриків (x > 0), а кола з від'ємними  τ  лежать зліва від осі ігриків (x < 0).   Крива τ = 0 відповідає осі ігриків (x = 0). Зі збільшенням абсолютньї величини τ радіус кіл зменшується, а їхні центри стягуються до фокусів.

## Обернені співвідношення
Перейти від декартових до біполярних координат можна за наступними формулами:
{\displaystyle \tau ={\frac {1}{2}}\ln {\frac {(x+a)^{2}+y^{2}}{(x-a)^{2}+y^{2}}}}
та
{\displaystyle \pi -\sigma =2\arctan {\frac {2ay}{a^{2}-x^{2}-y^{2}+{\sqrt {(a^{2}-x^{2}-y^{2})^{2}+4a^{2}y^{2}}}}}.}
Існують дві чудові тотожності
{\displaystyle \tanh \tau ={\frac {2ax}{x^{2}+y^{2}+a^{2}}}}
та
{\displaystyle \tan \sigma ={\frac {2ay}{x^{2}+y^{2}-a^{2}}}.}

## Коефіцієнти Ламе
Коефіцієнти Ламе для біполярних координат (σ, τ) дорівнюють:
{\displaystyle h_{\sigma }=h_{\tau }={\frac {a}{\cosh \tau -\cos \sigma }}}
Тож нескінченно малий елемент площі має форму
{\displaystyle dA={\frac {a^{2}}{\left(\cosh \tau -\cos \sigma \right)^{2}}}\,d\sigma \,d\tau }
а оператор Лапласа задається як:
{\displaystyle \nabla ^{2}\Phi ={\frac {1}{a^{2}}}\left(\cosh \tau -\cos \sigma \right)^{2}\left({\frac {\partial ^{2}\Phi }{\partial \sigma ^{2}}}+{\frac {\partial ^{2}\Phi }{\partial \tau ^{2}}}\right)}
Інші диференціальні оператори, такі як {\displaystyle \nabla \cdot \mathbf {F} } та {\displaystyle \nabla \times \mathbf {F} } можна отримати в координатах (σ, τ), підставляючи коефіцієнти Ламе в загальні формули, виписані на сторінці ортогональна система координат.